# SSSCA1
SSSCA1 (англ. Sjogren syndrome/scleroderma autoantigen 1) – білок, який кодується однойменним геном, розташованим у людей на 11-й хромосомі. Довжина поліпептидного ланцюга білка становить 199 амінокислот, а молекулярна маса — 21 474.
| 10         |  | 20         |  | 30         |  | 40         |  | 50         |
| ---------- |  | ---------- |  | ---------- |  | ---------- |  | ---------- |
| MALNGAEVDD |  | FSWEPPTEAE |  | TKVLQARRER |  | QDRISRLMGD |  | YLLRGYRMLG |
| ETCADCGTIL |  | LQDKQRKIYC |  | VACQELDSDV |  | DKDNPALNAQ |  | AALSQAREHQ |
| LASASELPLG |  | SRPAPQPPVP |  | RPEHCEGAAA |  | GLKAAQGPPA |  | PAVPPNTDVM |
| ACTQTALLQK |  | LTWASAELGS |  | STSLETSIQL |  | CGLIRACAEA |  | LRSLQQLQH  |

A: Аланін

C: Цистеїн

D: Аспарагінова кислота

E: Глутамінова кислота

F: Фенілаланін

G: Гліцин

H: Гістидин

I: Ізолейцин

K: Лізин

L: Лейцин

M: Метіонін

N: Аспарагін

P: Пролін

Q: Глутамін

R: Аргінін

S: Серин

T: Треонін

V: Валін

W: Триптофан

Кодований геном білок за функцією належить до фосфопротеїнів. 
Задіяний у таких біологічних процесах, як клітинний цикл, поділ клітини, мітоз, ацетилювання. 